# F1/エフワン
『F1/エフワン』（エフワン、原題：F1）は、ジョセフ・コシンスキー監督、アーレン・クルーガー脚本、そして両者による原案に基づく、2025年に公開されたアメリカのスポーツ映画である。F1世界選手権を題材に、その統括団体であるFIAと共同制作された作品で、主演はブラッド・ピット。共演にはダムソン・イドリス、ケリー・コンドン、ハビエル・バルデムなど。製作にはルイス・ハミルトンも携わった。
本作は2025年6月16日、ニューヨークのラジオシティ・ミュージックホールでプレミア上映され、6月27日にワーナー・ブラザース映画によってアメリカで劇場公開された。
Apple TV+でのタイトルは『F1:ザ・ムービー』。

## 概要
架空のF1チーム「APX GP」で、所属する若手ドライバーのジョシュア・ピアース（ダムソン・イドリス）と、ピアースをサポートするために現役へ復帰したベテランドライバーのソニー・ヘイズ（ブラッド・ピット）、周囲の関係者らが織りなすドラマを描く作品である。

## あらすじ
現役を続ける年配のアメリカ人レーシングドライバーである、ソニー・ヘイズ（モデルはマーティン・ドネリー）は引退を拒み、バンで生活しながら決して一か所にとどまることなく各地を転々としている。1990年代にはチーム・ロータスからF1に参戦していたが、スペイングランプリでのクラッシュにより重傷を負い、彼のF1キャリアは幕を閉じた。その後はギャンブル依存症に陥り、現在はレースからレースへと渡り歩く生活を送っている。
そんな彼がデイトナ24時間レースで優勝した後、かつてのロータス時代のチームメイトであり、現在はAPXGP F1チームのオーナーであるルーベン・セルバンテス（ハビエル・バルデム）から声がかかる。APXのセカンドドライバーがシーズン欠場となったため、セルバンテスはヘイズにテストドライブの機会を提供する。さらにセルバンテスは、今シーズン中にチームが1勝も挙げられなければ、投資家により自分が解任される可能性があると明かした。
F1で低迷しているチームであることを承知のうえで、セルバンテスは職を懸けてヘイズに賭ける。ヘイズも渋々ながらその賭けに乗る決意を固め、残り9戦に挑むこととなる。

## キャスト
※括弧内は日本語吹替
- ソニー・ヘイズ - ブラッド・ピット（堀内賢雄）

現在はバンで放浪中のレーサー。1990年代にロータスのF1ドライバーとして活躍していた。レース中の事故で一度キャリアに幕を下ろしたが、かつてのチームメイト、ルーベンがオーナーを務めるチーム『APXGP』に参加しF1に復帰することになる。
- ジョシュア・ピアス - ダムソン・イドリス（森本慎太郎〈SixTONES〉）

APXGP で活躍する優秀な新人レーサー。ソニーのチームメイト兼最大のライバルとなる。
- ケイト・マッケンナ - ケリー・コンドン（佐古真弓）

APXGPのテクニカルディレクターであり、後にソニーの恋人となる。
- ルーベン・セルバンテス - ハビエル・バルデム（大塚明夫）

APXGPのオーナーであり、チーム・ロータス時代のチームメイトであり友人。
- ピーター・バニング - トビアス・メンジーズ（森川智之[15]）

APXGPの役員。
- バーナデット・ピアス - サラ・ナイルズ（英語版）（本田貴子）

ジョシュアの母。
- キャスパー・スモリンスキー - キム・ボドゥニア（江原正士）
- チップ・ハート - シェー・ウィガム（加瀬康之）
- リコ・ファツィオ - ジョセフ・バルデラマ（英語版）（三宅健太）
- キャッシュマン - サムソン・ケイオ（英語版）（木村昴）
- ジョディ - キャリー・クック（英語版）（内田真礼）
- ヒュー・ニッケルビー - ウィル・メリック（英語版）（内田雄馬）
- ドッジ・ダウダ - アブダル・サリス（英語版）（杉村憲司）

※以下は本人役で出演。
- マックス・フェルスタッペン
- セルジオ・ペレス
- ルイス・ハミルトン
- ジョージ・ラッセル
- シャルル・ルクレール
- カルロス・サインツJr.
- ランド・ノリス
- オスカー・ピアストリ
- フェルナンド・アロンソ（早川毅）
- ランス・ストロール
- ピエール・ガスリー
- エステバン・オコン
- バルテリ・ボッタス
- 周冠宇
- ニコ・ヒュルケンベルグ
- ケビン・マグヌッセン
- ニック・デ・フリース
- ダニエル・リカルド
- 角田裕毅
- リアム・ローソン
- ローガン・サージェント
- アレクサンダー・アルボン
- 観戦客 - クリス・ヘムズワース

## 製作
本作には、 2023年と2024年のF1シーズンの映像が組み込まれている。例えば、ギュンター・シュタイナーは2023年シーズン後にハースを去ったが、 この映画ではハースのチーム代表として出演している。
Sky SportsのF1コメンテーターである、マーティン・ブランドルとデビッド・クロフトが、映画で描かれているレースの解説を担当している。他にも、ル・マン24時間レースで3度優勝したブノワ・トレルイエとモータースポーツ解説者であるウィル・バクストンが出演している。
F1を主催している企業であるリバティメディアの公認で、F1グランプリ開催中のサーキットでも撮影した。APX GPの車両は、2023年までFIA F2で使用したダラーラ・F2 2018を、メルセデスAMG F1の協力を得てF1マシン風に改装した。撮影ではブラッド・ピットが実走させた。なお撮影用のマシンは全部で12台用意され（うち6台はクラッシュシーン用）、中には本家には存在しない電気自動車バージョンも存在した。
通常F1マシンに搭載されるオンボードカメラでは、映画で必要な画質が確保できないため、AppleがiPhone（おそらくiPhone 15 Proと見られる）に搭載されているカメラをベースとしたカスタムカメラを開発し、撮影用のマシンに搭載された。この副産物として、iPhone 15 Proからは、logエンコーディングと映画業界標準のカラー管理ワークフロー「アカデミー・カラー・エンコーディング・システム」をサポートするようになっている。
マシンにはメルセデスやAMG、トミーヒルフィガー、時計メーカーのIWC、経費管理ソフトのExpensify等のロゴが見られるが、これらはプロダクトプレイスメントの一環として広告枠を売買したもので、それら広告費の推計は約4000万ドルにも達した。
2024年のデイトナ24時間レースでも撮影し、撮影用車両であるポルシェ・911 GT3 R（120号車）もレースに参加した。

## 興行収入
公開第1週（オープニング）の全世界興行収入は1億4,400万ドルを記録し、ブラッド・ピット主演作品としては過去最高のオープニングとなった。公開後3週間経過時点で、全世界興行収入は4億3400万ドルを超えたと見られ、Apple Movie史上最大のヒット作となっている。